# خلع فقري
| link = | هذه المقالة يمكن توسيعها اعتمادا على الترجمة في ويكيبيديا الإنجليزية. اضغط [هنا] للتعليمات. - تُعدُّ الترجمةُ الآليةُ من كوكل بمثابةِ نقطةِ انطلاقٍ مُفيدةٍ للترجمات، ولكن يَجبُ على المُترجمينَ مُراجعةُ الأخطاءِ الّتي قد تُصاحبُ الترجمةَ حسبَ الضرورة، والتأكيد على دقةِ الترجمة، بدلاً من مجردِ نسخِ النصِّ المُترجمِ آلياً إلى ويكيبيديا. - لا تُترجمِ النصَّ الذي يبدو غيرَ موثوقٍ أو مُنخفضَ الجودة. تَحقِّقْ من النص بالتأكدِ من المَراجعِ الواردةِ في المقالةِ باللغةِ الأجنبية «إذا كان ذلك مُمكناً». - يجب إضافة قالب {{صفحة مترجمة}} بعد الترجمة إلى صفحة نقاش المقالة لضمان الامتثال لحقوق النشر. - لمزيد من الإرشاد، انظر ويكيبيديا:ترجمة مقالات إلى العربية. |

في العلاج بتقويم العمود الفقري يعني خلع العمود الفقري (بالإنجليزية: vertebral subluxation) هو الضغط على الأعصاب والوظائف غير الطبيعية التي تخلق آفة في جزء من الجسم، إما في عملها أو تركيبتها (التي حددها دي دي بالمر ودانييل بالمر مؤسسا العلاج بتقويم العمود الفقري). لا تكون الخلع الجزئي مرئيًا بالضرورة على الأشعة السينية.
يستمر مقومو العمود الفقري المستقيمون في اتباع تقاليد بالمر، مدعين أن خلع العمود الفقري له تأثيرات صحية كبيرة ويضيف أيضًا مكونًا حشويًا إلى التعريف. يعتبر الطب السائد وبعض أخصائي تقويم العمود الفقري الخلاطي أن هذه الأفكار علمية زائفة ويختلفون في هذه الادعاءات، حيث لا يوجد دليل علمي على وجود خلع بتقويم العمود الفقري أو دليل على أن لها أو علاجها أي آثار على الصحة.      
لا ينبغي الخلط بين استخدام كلمة خلع فقري جزئي (vertebral subluxation) وبين الاستخدام الدقيق للمصطلح في الطب، والذي يأخذ في الاعتبار العلاقات التشريحية فقط." 
وفقًا لمنظمة الصحة العالمية (WHO)، فإن الخلع الجزئي بتقويم العمود الفقري هو "خلل في جزء المفصل أو الحركة حيث يتم تغيير المحاذاة أو سلامة الحركة أو الوظيفة الفسيولوجية، على الرغم من أن الاتصال بين أسطح المفاصل يظل سليمًا". لا ينبغي الخلط بين الخلع الجزئي في العلاج بتقويم العمود الفقري وبين الخلع الجزئي في الحالة الطبية، فهو "إزاحة هيكلية كبيرة". تظهر في دراسات التصوير الثابت مثل الأشعة السينية .  العلاج بتقويم العمود الفقري هو مجال من مجالات العلاج البديل خارج نطاق الطب العلمي السائد، والذي لا يكون ممارسيه (مقومي العظام) أطباء.

## تاريخ
في عام 1910، كتب دي دي بالمر مؤسس العلاج بتقويم العمود الفقري:
"الأعصاب تحمل النبضات إلى الخارج والأحاسيس إلى الداخل. قد يصبح نشاط هذه الأعصاب، أو بالأحرى أليافها، متألمة أو ساكنة الالم بسبب الاصطدام، والنتيجة هي تغير الأداء 🍅- العمل الزائد أو غير الكافي - وهو ما يسبب المرض." 
في عام 1909، ادعى بي جي بالمر (دانييل بالمر)، ابن دي دي بالمر، بشكل غير صحيح أن الخلع الجزئي لتقويم العمود الفقري يسبب أمراضًا معدية، فكتب:
"لقد وجد أطباء تقويم العمود الفقري (المعالجون اليدويون) أن كل مرض من المفترض أن يكون معديًا، له سبب "في العمود الفقري!". سنجد في العمود الفقري خلعًا جزئيًا يتوافق مع كل أنواع الأمراض. إن كان لدينا مثلاً 100 حالة من مرض الجدري، فيمكنني أن أثبت لك أين في إحدى الحالات، ستجد خلعًا جزئيًا وستجد نفس الأحوال في التسعة والتسعين الأخرى!. لما أقوم بضبط واحد وأعيد وظائفه إلى وضعها الطبيعي لا أجد مرض معد ولا أجد عدوى، إذن لابد ان هناك سبب داخلي في الإنسان يجعل من جسده في مكان معين مرتعًا بشكل أو بآخر للمرض. إنه المكان الذي يمكن أن تتكاثر فيه وتنتشر الامراض، وبعد ذلك نظرًا لكثرتهم يتم تصنيفهم على أنهم سبب." 

## الممارسة السريرية

### تعريفات
يستخدم المعالجون اليدويون مصطلحات مختلفة للتعبير عن هذا المفهوم، مثل: الخلع الجزئي (subluxation). والخلع الجزئي الفقري (vertebral subluxation) يختصر بـ (VS). ومجموعة الخلع الفقري (vertebral subluxation complex) يختصر بـ (VSC).  والخلع الجزئي القاتل (killer subluxation) والقاتل الصامت.  وغيرها.
وقد استخدم مقوموا العظام جنبًا إلى جنب مع بعض المعالجين الفيزيائيين وأطباء العظام،  أيضًا مصطلحًا آخر، وهو BOOP، والذي يعني "العظم في غير مكانه". 
تعريف منظمة الصحة العالمية لخلع العمود الفقري بتقويم العمود الفقري هو:
"آفة أو خلل وظيفي في جزء المفصل أو الحركة حيث يتم تغيير المحاذاة أو سلامة الحركة أو الوظيفة الفسيولوجية، على الرغم من أن الاتصال بين أسطح المفصل يظل سليمًا. إنه في الأساس كيان وظيفي قد يؤثر على السلامة الميكانيكية الحيوية والعصبية."
لا تكون الإزاحة المزعومة مرئية بالضرورة في دراسات التصوير الثابت كالأشعة السينية.  وهذا يتناقض مع التعريف الطبي لخلع العمود الفقري والذي وفقًا لمنظمة الصحة العالمية هو "إزاحة هيكلية كبيرة"، وبالتالي يمكن رؤيته بالأشعة السينية. 
اعتبارًا من عام 2014، ينص المجلس الوطني لفاحصي العلاج بتقويم العمود الفقري على ما يلي: